# 泥棒は幸せのはじまり
『泥棒は幸せのはじまり』（原題:Identity Thief）は、2013年にで公開されたコメディ映画である。監督はセス・ゴードン、主演はジェイソン・ベイトマンとメリッサ・マッカーシーが務めた。
本作は日本で劇場公開されなかったが、2014年2月25日にDVDが発売された。

## ストーリー
コロラド州デンバー。会計士のサンディ・パターソンはダイアナと名乗る女性から個人情報を盗み取られないための器具を購入した。その際、パターソンはダイアナに自分の個人情報を渡してしまった。職場で高圧的な上司（コーニッシュ）と喧嘩した後、パターソンは覚えのないアポイントの存在を知った。疑問に思ったサンディだったが、同僚のダニエル・カージーから独立を持ちかけられてすっかり有頂天になり、そのままアポイントを放置してしまった。
ガソリン代をクレジットカードで支払おうとしたとき、何故かサンディのカードは使用不能な状態にあった。不審に思ったサンディがカード会社に確認したところ、彼はフロリダ州で多額の買い物をしたことになっているのだという。その後、サンディは出廷命令を無視した容疑で警察に逮捕された。ライリー刑事によると、ダイアナがサンディの個人情報を悪用しているのだという。しかも、サンディの名前で麻薬を購入した形跡まであるのだという。サンディが無実であることは明白に思われたが、司法手続き上、ダイアナの容疑が固まるまで彼は容疑者として扱われることになった。それが原因で、サンディは職場から解雇されてしまった。犯人がデンバーにまだいることを知ったサンディは、自らの手で無実を証明するべく行動を開始した。
サンディはフロリダ州にあるサロンでダイアナを発見したが、口論の末にレンタカーを盗まれてしまった。ダイアナの車にあった情報から彼女の住所を知ったサンディはそこへ向かった。ダイアナの家には他人から盗んだクレジットカードが大量にあった。サンディがダイアナの身柄を確保した矢先、そこに怒り狂った男2人（マリゾルとジュリアン）がやってきた。ダイアナにカードを盗まれたと知った麻薬の売人（パオロ）の差し金であった。何とかその場から逃げ出した後、サンディはダイアナに自分の名誉を回復する策を語った。ダイアナは警察が関与しないことを条件に、その計画に協力すると申し出てきた。しかし、サンディの計画の中には、ダイアナが自分の上司に真実を告白するのを警察に盗み聞きさせるというプランが含まれていた。身分証明ができない状況にあった2人は、やむなく自動車でデンバーへ向かうことになった。
その頃、ある賞金稼ぎがダイアナの行方を追っていた。

## キャスト
※括弧内は日本語吹替。
- ジェイソン・ベイトマン - サンディ・ビゲロー・パターソン（大塚智則）
- メリッサ・マッカーシー - ダイアナ/ドーン・バッジー（浅井晴美）
- アマンダ・ピート - トリッシュ・パターソン（白土麻子）
- ジョン・ファヴロー - ハロルド・コーニッシュ（高橋ちんねん）
- T.I. - ジュリアン （森多夏良）
- ジェネシス・ロドリゲス - マリソル（安本丹）
- ロバート・パトリック - 追跡者
- モリス・チェストナット - ライリー刑事
- ジョン・チョー - ダニエル・ケイシー
- エリック・ストーンストリート - ビッグ・チャック
- ジョナサン・バンクス - パオロ・ゴードン
- メアリー＝チャールズ・ジョーンズ - フラニー・パターソン
- マギー・エリザベス・ジョーンズ - ジェシー・パターソン
- ベン・ファルコーン - トニー
- エリー・ケンパー - フロ（クレジットなし）

## 製作
当初、本作は男性2人を主人公にしたコメディ映画として製作されていたが、『ブライズメイズ 史上最悪のウェディングプラン』を見たベイトマンがマッカーシーを主演に迎えたいと熱望したため、その通りになった。2012年1月、セス・ゴードンが本作の監督に起用されたとの報道があった。4月、ジョン・チョー、アマンダ・ピート、クラーク・デュークの主演が決まった（デュークの出演シーンは劇場公開版からはカットされている）。5月24日、モリス・チェストナットが本作に出演することになったと報じられた。

## 公開・マーケティング
2012年3月、ユニバーサル・ピクチャーズは本作の全米公開日を2013年5月10日に設定したと発表したが、後に公開日は同年2月8日に前倒しされた。9月26日、本作のファースト・トレイラーが公開された。

## 興行収入
2013年2月8日、本作は全米3101館で封切られ、公開初週末に3455万ドルを稼ぎ出し、週末興行収入ランキング初登場1位となった。本作は批評家からの評価も悪かった上に、興行収入が伸び悩む2月に公開されたにも拘わらず、これだけの興行的成功を収めたことが注目を集めた。しかも、2013年2月は東海岸が大寒波に襲われ、映画を見に行きたくても家にいるしかない人々が多数出た月であった。

## 評価
本作は批評家から酷評されている。映画批評集積サイトのRotten Tomatoesには168件のレビューがあり、批評家支持率は19%、平均点は10点満点で4.1点となっている。サイト側による批評家の見解の要約は「『泥棒は幸せのはじまり』にある数少ない笑いは、メリッサ・マッカーシーとジェイソン・ベイトマンによって生まれたものである。2人はとりとめのないプロットに道筋を付けようと奮闘している。」となっている。また、Metacriticには41件のレビューがあり、加重平均値は35/100となっている。なお、本作のCinemaScoreはBとなっている。

## 騒動
『ニューヨーク・オブザーバー』のレックス・リードは本作を酷評するレビューの中で、マッカーシーの体型を「トラクターサイズ」「肥満体」「体だけやたら大きい」「カバ」と揶揄し、映画業界及び映画ファンから激しい批判を浴びた。映画批評家のリチャード・ローパーは「リード氏のレビューは批判という真正な営みを卑しめた。」と述べている。映画監督のポール・フェイグは自身のTwitterで「レックス・リード氏には恥を知ってもらいたい」とコメントした。『ハフィントン・ポスト』のコラムで、放送作家のキャンディ・スペリングはリードのレビューがいじめにしかなっていないと非難した。第85回アカデミー賞の授賞式で、司会のセス・マクファーレンは「レックス・リードが授賞式会場にいないのは、アデルの歌う「スカイフォール」をレビューするためです。」というジョークを言った。